# Edvaldo Alves de Santa Rosa
Edvaldo Alves de Santa Rosa, mais conhecido como Dida (Maceió, 26 de março de 1934 — Rio de Janeiro, 17 de setembro de 2002), foi um futebolista brasileiro que atuou como meia.
Em 2020, em um ranking elaborado por especialistas dos jornais O Globo e Extra, figurou na 4ª posição entre os maiores ídolos de futebol da história do Clube de Regatas do Flamengo.

## Carreira
Dida iniciou sua carreira no CSA, onde foi bicampeão alagoano e rapidamente chamou a atenção do Flamengo quando o voleibolista John O'Shea assistia a uma partida entre as Seleções estaduais alagoana e paraibana, na qual marcou um hat-trick, e o indicou ao clube. Teve sua primeira chance no clube em um jogo contra o Vasco da Gama. Depois dessa partida o jogador é colocado na equipe de base, retornando ao time principal apenas em 1955 já assumindo a titularidade e sendo uma peça importante na conquista do Campeonato Carioca, principalmente na final, onde marcou três gols. 
Pelo Flamengo, foi campeão carioca por quatro vezes, e de outras conquistas, como o Rio Sao Paulo de 1961 e tornou-se o segundo maior artilheiro da história do clube, com 264 gols em 358 jogos, sendo superado apenas por seu fã Zico. Após 9 anos no clube carioca, é vendido para a Portuguesa de Desportos, onde participa do vice-campeonato paulista em 1964, justamente em sua primeira temporada na Lusa. Na equipe paulista, marcou 54 gols. 
Na Colômbia, tambem foi ídolo no Atletico Junior, de Barranquilla, onde marcou 46 gols e encerrou a carreira, aos 33 anos, em 1968.
Mais tarde, após pendurar as chuteiras, continuou como auxiliar técnico e técnico nas categorias de base no Flamengo.

## Seleção Brasileira
Na Seleção, Dida assumiu a titularidade após a contusão do Pelé no amistoso contra o Corinthians no dia 21 de maio de 1958. Disputou o primeiro jogo da Seleção Brasileira contra a Seleção Austríaca, porém uma contusão o deixou no banco de reservas. O jovem Edson Arantes do Nascimento (Pelé) se recuperou e voltou para o terceiro jogo, contra a União Soviética, quando encantou o mundo com seu futebol.
O meia atuou pela seleção em oito partidas: sete vitórias e um empate. E marcou 5 gols, 4 em partidas oficiais.

## Morte
Morreu em 17 de setembro de 2002, aos 68 anos, vítima de insuficiência hepática e respiratória.

## Títulos
CSA
- Campeonato Alagoano: 1949, 1952

Flamengo
- Torneio Rio-São Paulo: 1961
- Taça dos Campeões Estaduais Rio-São Paulo: 1955
- Campeonato Carioca: 1953, 1954, 1955, 1963
- Torneio Início do Campeonato Carioca: 1959

Seleção Brasileira
- Copa do Mundo FIFA: 1958
- Taça Oswaldo Cruz: 1958

### Artilharias
CSA
- Artilheiro do Campeonato Alagoano: 1952 (9 gols)[9]

Flamengo
- Maior artilheiro do Flamengo na década de 1950 (170 gols)
- Maior artilheiro do Flamengo na década de 1960 (94 gols)

### Prêmio Individuais
- Melhor Jogador do Campeonato Alagoano: 1952[10]
- Melhor Jogador do Campeonato Carioca: 1955[11]
- Melhor Jogador do Torneio Rio-São Paulo: 1961
- Seleção de Todos os Tempos do Flamengo: 2017[12]
- Quarto Maior ídolo da História do Flamengo (O Globo): 2020[13]

### Homenagens
- O Museu dos Esportes de Alagoas leva seu nome.[14]
- Busto em Sua Homenagem no Museu do Futebol[15]